# 亨里克·厄斯特沃尔
亨里克·厄斯特沃尔（挪威語：Henrik Østervold，1878年1月13日—1957年8月21日），生于艾于斯特沃爾，挪威男子帆船运动员。他曾代表挪威参加1920年夏季奥林匹克运动会帆船比赛，获得一枚金牌。